# Lueshite
La lueshite (simbolo IMA: Lue) è un minerale del supergruppo della perovskite, all'interno del quale viene collocato nel gruppo delle perovskiti stechiometriche e da lì al sottogruppo della perovskite; appartiene alla famiglia minerale degli "ossidi e idrossidi" e possiede composizione chimica NaNbO3.
La lueshite è un dimorfo della isolueshite, della natroniobite e della pauloabibite.

## Etimologia e storia
La lueshite è stata chiamata in questo modo da Alexandre Safiannikoff nel 1959 per via della località tipo del minerale, la miniera di "Lueshe" (0.986°S 29.141°E) nella Repubblica Democratica del Congo.

## Classificazione
La classica nona edizione della sistematica dei minerali di Strunz, aggiornata dall'Associazione Mineralogica Internazionale (IMA) fino al 2009, elenca la lueshite nella classe "4. Ossidi (idrossidi, V[5,6] vanadati, arseniti, antimoniti, bismutiti, solfiti, seleniti, telluriti, iodati)" e da lì nella sottoclasse "4.C Metallo:Ossigeno = 2:3, 3:5 e simili"; questa viene più finemente suddivisa in base alla dimensione dei cationi coinvolti, in modo tale che la lueshite possa essere trovata nella sezione "4.CC Con cationi di media e grande dimensione" dove forma il sistema nº 4.CC.30 insieme a barioperovskite, lakargiite, latrappite, natroniobite, perovskite e uhligite (una specie minerale non più riconosciuta valida dall'IMA).
Tale classificazione viene mantenuta anche nell'edizione successiva, proseguita dal database "mindat.org" e chiamata Classificazione Strunz-mindat; qui i minerali che accompagnano la lueshite nel sistema 4.CC.30 cambiano leggermente: latrappite, natroniobite, perovskite, barioperovskite, megawite e lakargiite.
Nella Sistematica dei lapis (Lapis-Systematik) di Stefan Weiß la lueshite si trova nella classe degli "ossidi" e qui nella sottoclasse degli "ossidi con rapporto metallo:ossigeno = 2:3 (M2O3 e composti correlati)"; qui forma la "serie della perovskite" con il numero di sistema IV/C.10 insieme a perowskite, megawite, lakargiite, latrappite, barioperowskite, tausonite, loparite, isolueshite, pauloabibite, natroniobite, macedonite e vapnikite.
Anche la classificazione dei minerali secondo Dana, usata principalmente nel mondo anglosassone, elenca la lueshite nella famiglia degli "ossidi e idrossidi"; qui è nella classe degli "ossidi" e nella sottoclasse degli "ossidi semplici con carica cationica 3+ (A2O3)" dove forma il "gruppo della perovskite" con il numero di sistema 04.03.03 insieme a perovskite, latrappite, loparite, barioperovskite e tausonite.

## Abito cristallino
La lueshite cristallizza nel sistema ortorombico nel gruppo spaziale Pbnm con i parametri di cella a = 5,5269(10) Å, b = 5,5269(10) Å e c = 7,8180(10) Å.

## Origine e giacitura
A seconda del luogo di ritrovamento, la lueshite è stata trovata in differenti ambienti: come incrostante in miche simile alla vermiculite o al contatto di sienite cancrinitica con carbonatite (nella miniera di "Lueshe", Repubblica Democratica del Congo); in xenoliti di sodalite in paragenesi con un complesso intrusivo alcalino gabbro-sienitico (a Mont-Saint-Hilaire, in Canada); come minerale accessorio comune formatosi durante la fenetizzazione di pirossenite e gabbro (per campioni trovati a Gem Park, in Colorado, Stati Uniti); in vene che tagliano sieniti nefeliniche (intrusione del monte Ilimmaasaq, in Groenlandia).
La paragenesi è con mica (nella miniera di Lueshe, Congo); con sodalite, ussingite, villiaumite, steenstrupina, griceite, eudialite e lovozerite (per campioni trovati a Mont-Saint-Hilaire, Canada); con dolomite, fersmite, ilmenite, perovskite, pirocloro, thorianite e vermiculite (per campioni trovati a Gem Park, nel Colorado).
La lueshite è un minerale piuttosto raro ed è stata trovata solo in pochi siti: oltre alla sua località tipo, la già citata miniera di "Lueshe", il minerale è stato rinvenuto nel governatorato del Mar Rosso (Egitto); a Mont-Saint-Hilaire e Varennes & Saint-Amable (tutte nel Québec, in Canada); nelle contee di Fremont (Colorado) e di Aroostook (Maine), entrambe negli Stati Uniti; nell'area del lago Bajkal e diversi siti nell'oblast' di Murmansk (Russia); sul monte Ilimmaasaq, in Groenlandia; nella contea di Gordon (Nuovo Galles del Sud, Australia); a Tenerife (Spagna).

## Forma in cui si presenta in natura
La lueshite forma cristalli che assomigliano a cubi, con lati di dimensioni fino a 1,5 cm, e ottaedri irregolari, con facce leggermente striate, ruvide o incise.
Il minerale è opaco e diventa traslucido sui bordi sottili; ha colore che va dal marrone al nero, mentre quello del suo striscio è grigio.